# Minha Vida, Minha Música (álbum de Chitãozinho & Xororó)
Minha Vida, Minha Música é um álbum da dupla Chitãozinho & Xororó, lançado em 2002 pela Universal Music. O álbum conta um pouco da trajetória da dupla, com depoimentos e algumas canções. Algumas das canções que estão presentes no disco, são: "Doce Amada" (regravação da própria dupla), "Palavras" (versão de "Words", de Bee Gees, retirada do álbum Tudo Por Amor em dueto com os próprios), "Medo da Chuva" (regravação de Raul Seixas, retirada do álbum Irmãos Coragem - 30 Anos - Ao Vivo), "Coração Vazio" (versão de "We're All Alone", retirada do álbum Alô em, dueto com Reba McEntire), incluindo como faixa bônus a canção "Eu e o Sabiá", que foi tema da novela Esperança.

## Faixas
| N.º | Título                                                | Compositor(es)                                                         | Duração |  |
| 1.  | "Abertura (por Leila Cordeiro)"                       |                                                                        |         |  |
| 2.  | "Os Caipiras"                                         |                                                                        |         |  |
| 3.  | "Doce Amada"                                          | Praense / Prado Júnior                                                 | 2:45    |  |
| 4.  | "Nosso Ídolo Raul"                                    |                                                                        |         |  |
| 5.  | "Tente Outra Vez (por Raul Seixas)"                   | Raul Seixas                                                            | 3:16    |  |
| 6.  | "30 Anos de Carreira"                                 |                                                                        |         |  |
| 7.  | "Medo de Chuva (ao vivo)"                             | Raul Seixas                                                            | 3:16    |  |
| 8.  | "O Nome da Dupla"                                     |                                                                        |         |  |
| 9.  | "Cantando na Lama"                                    |                                                                        |         |  |
| 10. | "Os Bee Gees"                                         |                                                                        |         |  |
| 11. | "Palavras (Words) (com Bee Gees)"                     | Barry Gibb / Robin Gibb / Maurice Gibb (versão: Roberto Livi / Xororó) | 3:21    |  |
| 12. | "Introdução à Recordações"                            |                                                                        |         |  |
| 13. | "Recordações (com Tonny & Kleber)"                    |                                                                        |         |  |
| 14. | "O Pistoleiro de Ave Maria"                           |                                                                        |         |  |
| 15. | "Introdução à We're All Alone"                        |                                                                        |         |  |
| 16. | "Coração Vazio (We're All Alone) (com Reba McEntire)" | Boz Scaggs (versão: Chitãozinho / Xororó)                              | 4:07    |  |
| 17. | "Deus"                                                |                                                                        |         |  |
| 18. | "Encerramento / No Rancho Fundo"                      |                                                                        |         |  |

Faixa Bônus
| N.º | Título         | Compositor(es)                                                  | Duração |  |
| 19. | "Eu e o Sabiá" | Marcelo Barbosa / Luiz Schiavon / Nil Bernardes / Bozo Barretti | 4:03    |  |